# Simon Yempo
De zalige Simon Yempo (Edo, 1623)  was een Japanse bekeerling.  Simon Yempo was een boeddhistisch monnik die zich tot het christendom bekeerde en cathechist werd. Hij werd in 1623 als martelaar verbrand. Hij werd in 1867 zalig verklaard door paus Pius IX.